# 松本重威

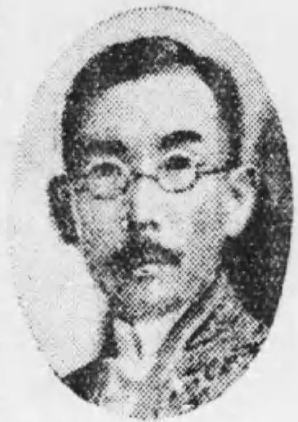
松本重威

松本 重威（まつもと しげたけ、1873年（明治6年）8月12日 - 1947年（昭和22年）1月30日）は、日本の大蔵官僚。錦鶏間祗候。

## 経歴
旧相馬藩士の松本威重の長男として福島県に生まれる。1898年（明治31年）、東京帝国大学法科大学を卒業し、高等文官試験に合格した。司税官、大蔵書記官・専売局事業部長、大蔵省主税局長を歴任した。
1923年（大正12年）4月6日に退官し日本興業銀行副総裁に就任。その後、1924年（大正13年）1月24日に錦鶏間祗候を仰せ付けられた。墓所は護国寺共葬墓地。
宗教は神道、趣味は能楽。

## 栄典
位階
- 1923年（大正12年）4月30日 - 従三位[5]

勲章
- 1920年（大正9年）11月1日 - 勲二等瑞宝章[6]
- 1940年（昭和15年）8月15日 - 紀元二千六百年祝典記念章[7]